# Цементни лапор
Цементни лапор је седиментна стена која се састоји од смеше глине, кречњака и других минерала, а користи се као један од основних сировинских материјала у производњи портланд цемента. Због свог специфичног састава, ова стена омогућава лакшу и ефикаснију прераду у цементним пећима.

## Састав и карактеристике
Цементни лапор се састоји од:
- калцијум карбоната (CaCO₃) – 40-60%,
- силицијум диоксида (SiO₂) – 20-30%,
- глине (Al₂O₃, Fe₂O₃) – 10-15%.

Његова текстура је обично компактна, а боја варира од светло сиве до жутосмеђе, у зависности од садржаја минерала. Временом се под утицајем влаге и температуре може претворити у мергел, што може утицати на квалитет сировине.

## Примена
Главна примена цементног лапора је у производњи цемента. Због оптималног односа калцијумових и силицијумових једињења, ова стена је идеална за мешање са другим сировинама у процесу добијања портланд цемента. Након млевења и печења на температурама од око 1450 °C, ствара се клинкер, који је основа за добијање различитих врста цемента.

## Налазишта
Цементни лапор се налази у различитим деловима света, а значајна налазишта постоје у:
- Новом Граду и Рамићима у Босни и Херцеговини,
- Истри у Хрватској,
- Шумадији у Србији,
- Баварској у Немачкој.

У овим регијама постоје и активне цементаре које користе локалне сировине за производњу цемента.